# Temporada 2022 del Campeonato de Super Fórmula Japonesa
La temporada 2022 del Campeonato de Super Fórmula Japonesa fue la 36.ª temporada de dicho campeonato, y la décima con la actual denominación.
Tomoki Nojiri logró el bicampeonato al finalizar en la segunda posición en la carrera 1 de la última ronda.

## Escuderías y pilotos
| Escudería                    | Motor  | N.º | Piloto              | Rondas |
| ---------------------------- | ------ | --- | ------------------- | ------ |
| Team Mugen                   | Honda  | 1   | Tomoki Nojiri       | Todas  |
| Team Mugen                   | Honda  | 15  | Ukyo Sasahara       | Todas  |
| Docomo Team Dandelion Racing | Honda  | 5   | Tadasuke Makino     | Todas  |
| Docomo Team Dandelion Racing | Honda  | 6   | Hiroki Otsu         | Todas  |
| ThreeBond Drago Corse        | Honda  | 12  | Nirei Fukuzumi      | Todas  |
| B-Max Racing                 | Honda  | 50  | Nobuharu Matsushita | Todas  |
| Team Goh                     | Honda  | 53  | Ren Sato            | Todas  |
| Team Goh                     | Honda  | 55  | Atsushi Miyake      | Todas  |
| TCS Nakajima Racing          | Honda  | 64  | Naoki Yamamoto      | Todas  |
| TCS Nakajima Racing          | Honda  | 65  | Toshiki Oyu         | Todas  |
| Kondō Racing                 | Toyota | 3   | Kenta Yamashita     | Todas  |
| Kondō Racing                 | Toyota | 4   | Sacha Fenestraz     | Todas  |
| KCMG                         | Toyota | 7   | Kamui Kobayashi     | Todas  |
| KCMG                         | Toyota | 18  | Yuji Kunimoto       | Todas  |
| docomo business ROOKIE       | Toyota | 14  | Kazuya Oshima       | Todas  |
| Carenex Team Impul           | Toyota | 19  | Yuhi Sekiguchi      | Todas  |
| Carenex Team Impul           | Toyota | 20  | Ryō Hirakawa        | Todas  |
| Kuo Vantelin Team TOM'S      | Toyota | 36  | Giuliano Alesi      | Todas  |
| Kuo Vantelin Team TOM'S      | Toyota | 37  | Ritomo Miyata       | Todas  |
| P.mu/Cerumo・INGING          | Toyota | 38  | Sho Tsuboi          | Todas  |
| P.mu/Cerumo・INGING          | Toyota | 39  | Sena Sakaguchi      | Todas  |
| Fuente:                      |        |     |                     |        |

## Calendario
| Ronda    | Circuito                     | Fecha         |
| -------- | ---------------------------- | ------------- |
| 1        | Fuji Speedway, Oyama 1       | 9 de abril    |
| 2        | Fuji Speedway, Oyama 1       | 10 de abril   |
| 3        | Circuito de Suzuka, Suzuka 1 | 24 de abril   |
| 4        | Autopolis, Ōita              | 22 de mayo    |
| 5        | Sportsland SUGO, Murata      | 19 de junio   |
| 6        | Fuji Speedway, Oyama 2       | 17 de julio   |
| 7        | Twin Ring Motegi, Motegi     | 20 de agosto  |
| 8        | Twin Ring Motegi, Motegi     | 21 de agosto  |
| 9        | Circuito de Suzuka, Suzuka 2 | 29 de octubre |
| 10       | Circuito de Suzuka, Suzuka 2 | 30 de octubre |
| Fuentes: |                              |               |

## Resultados
| Ronda | Ronda                | Pole Position  | Vuelta rápida  | Piloto ganador      | Escudería ganadora  |
| ----- | -------------------- | -------------- | -------------- | ------------------- | ------------------- |
| 1     | Fuji Speedway 1      | Ukyo Sasahara  | Ryō Hirakawa   | Ryō Hirakawa        | Carenex Team Impul  |
| 2     | Fuji Speedway 1      | Tomoki Nojiri  | Yuhi Sekiguchi | Tomoki Nojiri       | Team Mugen          |
| 3     | Circuito de Suzuka 1 | Tomoki Nojiri  | Tomoki Nojiri  | Nobuharu Matsushita | B-Max Racing        |
| 4     | Autopolis            | Tomoki Nojiri  | Atsushi Miyake | Ryō Hirakawa        | Carenex Team Impul  |
| 5     | Sportsland SUGO      | Tomoki Nojiri  | Yuhi Sekiguchi | Sacha Fenestraz     | Kondō Racing        |
| 6     | Fuji Speedway 2      | Yuhi Sekiguchi | Toshiki Oyu    | Ukyo Sasahara       | Team Mugen          |
| 7     | Twin Ring Motegi     | Naoki Yamamoto | Naoki Yamamoto | Naoki Yamamoto      | TCS Nakajima Racing |
| 8     | Twin Ring Motegi     | Toshiki Oyu    | Kazuya Oshima  | Yuhi Sekiguchi      | Carenex Team Impul  |
| 9     | Circuito de Suzuka 2 | Tomoki Nojiri  | Ritomo Miyata  | Ukyo Sasahara       | Team Mugen          |
| 10    | Circuito de Suzuka 2 | Tomoki Nojiri  | Ren Sato       | Tomoki Nojiri       | Team Mugen          |

## Clasificaciones

### Sistema de puntuación
Carrera
| Posición | 1.º | 2.º | 3.º | 4.º | 5.º | 6.º | 7.º | 8.º | 9.º | 10.º |
| Puntos   | 20  | 15  | 11  | 8   | 6   | 5   | 4   | 3   | 2   | 1    |

Clasificación
| Posición | 1.º | 2.º | 3.º |
| Puntos   | 3   | 2   | 1   |

### Campeonato de Pilotos
| Pos. | Piloto              | FUJ1 | FUJ1 | SUZ1 | AUT | SUG | FUJ2 | MOT  | MOT | SUZ2 | SUZ2 | Puntos |
| ---- | ------------------- | ---- | ---- | ---- | --- | --- | ---- | ---- | --- | ---- | ---- | ------ |
| 1    | Tomoki Nojiri       | 2    | 1    | 21   | 41  | 31  | 3    | 3    | 43  | 21   | 1    | 154    |
| 2    | Sacha Fenestraz     | 3    | 20   | 43   | 2   | 12  | Ret  | 2    | 62  | 16   | 4    | 89     |
| 3    | Ryō Hirakawa        | 13   | 2    | 7    | 1   | 7   | Ret  | Ret  | 2   | 9    | 5    | 87     |
| 4    | Ritomo Miyata       | 5    | 32   | 18   | 52  | 6   | 4    | 8    | 14  | 52   | 32   | 64     |
| 5    | Tadasuke Makino     | 6    | Ret  | 3    | 63  | 4   | 5    | 4    | 3   | 7    | 9    | 61     |
| 6    | Ukyo Sasahara       | 191  | 103  | 14   | 7   | 10  | 1    | 7    | 8   | 1    | 17   | 57     |
| 7    | Yuhi Sekiguchi      | 4    | 6    | 11   | 16  | 15  | Ret1 | 9    | 1   | 6    | 11   | 43     |
| 8    | Toshiki Oyu         | 7    | 11   | 13   | Ret | 2   | 10   | Ret3 | 51  | 43   | 7    | 43     |
| 9    | Hiroki Otsu         | 16   | 7    | 8    | 9   | 53  | 15   | 10   | 13  | 13   | 23   | 33     |
| 10   | Naoki Yamamoto      | 14   | 14   | 9    | 14  | 12  | 9    | 1    | 16  | 11   | 6    | 32     |
| 11   | Sho Tsuboi          | 8    | 12   | 20   | 13  | 11  | 2    | 5    | 10  | 8    | 12   | 30     |
| 12   | Ren Sato            | 92   | 13   | 10   | 17  | 16  | 6    | 12   | 7   | 3    | 19   | 25     |
| 13   | Nobuharu Matsushita | Ret  | 19   | 1    | 10  | Ret | Ret  | 11   | 11  | 17   | Ret  | 21     |
| 14   | Atsushi Miyake      | 10   | 5    | Ret  | 3   | 18  | Ret  | Ret  | 15  | 12   | 8    | 21     |
| 15   | Kenta Yamashita     | 11   | 4    | 162  | 12  | Ret | 7    | 6    | Ret | 14   | 13   | 19     |
| 16   | Yuji Kunimoto       | 13   | 15   | 6    | 11  | 9   | 8    | 15   | 12  | 20   | 18   | 10     |
| 17   | Kamui Kobayashi     | 18   | 9    | 5    | Ret | 17  | 14   | 14   | 17  | 18   | 10   | 9      |
| 18   | Sena Sakaguchi      | 12   | 17   | 12   | 8   | 19  | 12   | 16   | 9   | 10   | 14   | 6      |
| 19   | Nirei Fukuzumi      | Ret  | 16   | 17   | DSQ | 8   | 11   | Ret  | Ret | 15   | Ret  | 3      |
| 20   | Giuliano Alesi      | 17   | 8    | 15   | Ret | 13  | Ret  | 13   | Ret | 21   | 16   | 3      |
| 21   | Kazuya Oshima       | 15   | 18   | 19   | 15  | 14  | 13   | 17   | 18  | 19   | 15   | 0      |
| Pos. | Piloto              | FUJ1 | FUJ1 | SUZ1 | AUT | SUG | FUJ2 | MOT  | MOT | SUZ2 | SUZ2 | Puntos |

| Color     | Resultado                                                               |
| --------- | ----------------------------------------------------------------------- |
| Oro       | Ganador                                                                 |
| Plata     | 2.ª plaza                                                               |
| Bronce    | 3.ª plaza                                                               |
| Verde     | Finalizó en los puntos                                                  |
| Azul      | Finalizó sin puntos                                                     |
| Azul      | NC - No clasificado                                                     |
| Violeta   | Ret - No terminó (Carrera)                                              |
| Rojo      | DNQ - No se clasificó                                                   |
| Negro     | DSQ - Descalificado                                                     |
| Blanco    | DNS - No empezó (carrera)                                               |
| Blanco    | WD - Retirado (fin de semana)                                           |
| Blanco    | C - Carrera cancelada                                                   |
| Sin color | DNP - Inscrito pero no participó                                        |
| Sin color | INJ - Lesionado                                                         |
| Sin color | EX - Excluido                                                           |
| Estado    | Resultado                                                               |
| Negrita   | Pole position                                                           |
| Cursiva   | Vuelta rápida                                                           |
| †         | Abandona, pero clasifica al completar el porcentaje requerido para ello |

Fuente: SUPER FORMULA.

### Campeonato de Escuderías
| Pos. | Escudería                    | N.º | FUJ1 | FUJ1 | SUZ1 | AUT | SUG | FUJ2 | MOT  | MOT | SUZ2 | SUZ2 | Puntos |
| ---- | ---------------------------- | --- | ---- | ---- | ---- | --- | --- | ---- | ---- | --- | ---- | ---- | ------ |
| 1    | Team Mugen                   | 1   | 2    | 1    | 21   | 41  | 31  | 3    | 3    | 43  | 21   | 1    | 177    |
| 1    | Team Mugen                   | 15  | 191  | 103  | 14   | 7   | 10  | 1    | 7    | 8   | 1    | 17   | 177    |
| 2    | Carenex Team Impul           | 19  | 4    | 6    | 11   | 16  | 15  | Ret1 | 9    | 1   | 6    | 11   | 126    |
| 2    | Carenex Team Impul           | 20  | 13   | 2    | 7    | 1   | 7   | Ret  | Ret  | 2   | 9    | 5    | 126    |
| 3    | Kondō Racing                 | 3   | 11   | 4    | 162  | 12  | Ret | 7    | 6    | Ret | 14   | 13   | 99     |
| 3    | Kondō Racing                 | 4   | 3    | 20   | 43   | 2   | 12  | Ret  | 2    | 62  | 16   | 4    | 99     |
| 4    | Docomo Team Dandelion Racing | 5   | 6    | Ret  | 3    | 63  | 4   | 5    | 4    | 3   | 7    | 9    | 91     |
| 4    | Docomo Team Dandelion Racing | 6   | 16   | 7    | 8    | 9   | 53  | 15   | 10   | 13  | 13   | 23   | 91     |
| 5    | TCS Nakajima Racing          | 64  | 14   | 14   | 9    | 14  | 12  | 9    | 1    | 16  | 11   | 6    | 69     |
| 5    | TCS Nakajima Racing          | 65  | 7    | 11   | 13   | Ret | 2   | 10   | Ret3 | 51  | 43   | 7    | 69     |
| 6    | Kuo Vantelin Team TOM’S      | 36  | 17   | 8    | 15   | Ret | 13  | Ret  | 13   | Ret | 21   | 16   | 59     |
| 6    | Kuo Vantelin Team TOM’S      | 37  | 5    | 32   | 18   | 52  | 6   | 4    | 8    | 14  | 52   | 32   | 59     |
| 7    | Team Goh                     | 53  | 92   | 13   | 10   | 17  | 16  | 6    | 12   | 7   | 3    | 19   | 44     |
| 7    | Team Goh                     | 55  | 10   | 5    | Ret  | 3   | 18  | Ret  | Ret  | 15  | 12   | 8    | 44     |
| 8    | P.mu/Cerumo・INGING          | 38  | 8    | 12   | 20   | 13  | 11  | 2    | 5    | 10  | 8    | 12   | 34     |
| 8    | P.mu/Cerumo・INGING          | 39  | 12   | 17   | 12   | 8   | 19  | 12   | 16   | 9   | 10   | 14   | 34     |
| 9    | B-Max Racing                 | 50  | Ret  | 19   | 1    | 10  | Ret | Ret  | 11   | 11  | 17   | Ret  | 21     |
| 10   | KCMG                         | 7   | 18   | 9    | 5    | Ret | 17  | 14   | 14   | 17  | 18   | 10   | 19     |
| 10   | KCMG                         | 18  | 13   | 15   | 6    | 11  | 9   | 8    | 15   | 12  | 20   | 18   | 19     |
| 11   | ThreeBond Drago Corse        | 12  | Ret  | 16   | 17   | DSQ | 8   | 11   | Ret  | Ret | 15   | Ret  | 3      |
| 12   | docomo business ROOKIE       | 14  | 15   | 18   | 19   | 15  | 14  | 13   | 17   | 18  | 19   | 15   | 0      |
| Pos. | Escudería                    | N.º | FUJ1 | FUJ1 | SUZ1 | AUT | SUG | FUJ2 | MOT  | MOT | SUZ2 | SUZ2 | Puntos |

| Color     | Resultado                                                               |
| --------- | ----------------------------------------------------------------------- |
| Oro       | Ganador                                                                 |
| Plata     | 2.ª plaza                                                               |
| Bronce    | 3.ª plaza                                                               |
| Verde     | Finalizó en los puntos                                                  |
| Azul      | Finalizó sin puntos                                                     |
| Azul      | NC - No clasificado                                                     |
| Violeta   | Ret - No terminó (Carrera)                                              |
| Rojo      | DNQ - No se clasificó                                                   |
| Negro     | DSQ - Descalificado                                                     |
| Blanco    | DNS - No empezó (carrera)                                               |
| Blanco    | WD - Retirado (fin de semana)                                           |
| Blanco    | C - Carrera cancelada                                                   |
| Sin color | DNP - Inscrito pero no participó                                        |
| Sin color | INJ - Lesionado                                                         |
| Sin color | EX - Excluido                                                           |
| Estado    | Resultado                                                               |
| Negrita   | Pole position                                                           |
| Cursiva   | Vuelta rápida                                                           |
| †         | Abandona, pero clasifica al completar el porcentaje requerido para ello |

Fuente: SUPER FORMULA.